# Valencia II
Pour les articles homonymes, voir Roger Serrano.
Victoriano Roger Serrano, plus connu sous l'apodo « Valencia II », né le  18 décembre 1898 à Madrid  est un torero espagnol.

## Présentation et carrière
Il commence  sa carrière taurine comme monosabio dans les arènes de Madrid où il exerce ce métier pendant huit ans avant de toréer. Le 15 mars 1916, il torée pour la première fois à Vista Alegre en compagnie de Francisco Torres et de Juan Luis de la Rosa. Sa présentation à Madrid a lieu le 31 du même mois. Entre 1919 et 1921, il est très apprécié du public madrilène. Il torée souvent. Il prend son alternative à Madrid des mains de Manuel Granero face à au taureau Cigarrita de la ganadería Narcicio Darnaude.
Jusqu'en 1924, sa carrière est très brillante. Il se produit dans des arènes de première catégorie aussi bien en Espagne qu'au Mexique. Mais sa carrière subit un coup d'arrêt après de très graves blessures. En 1929, il signe encore une quarantaine de contrats, mais très vite, il n'est plus demandé. 
Il prend sa retraite en 1931, jusqu'au moment où, l'année de la révolution sociale espagnole de 1936, il est assassiné par des anonymes sur la route de Hortaleza.

## Style
Très admiré pour ses véroniques et ses demi-véroniques, pour son efficacité à la muleta, il a soulevé de nombreuses ovations du public. Très habile à l'épée, ses estocades étaient précises. Pendant les deux années de sa très courte carrière, il a recueilli un nombre important de trophées, notamment deux oreilles et une queue à Bayonne le 14 septembre 1924 devant un taureau de l'élevage Murube. Mais, à Nîmes, alors qu'il relevait d'une de ses multiples blessures, il a été éclipsé le 5 octobre 1930 par Marcial Lalanda.